# Бауэрс (Делавэр)
Бауэрс (англ. Bowers) — город в округе Кент в штате Делавэр США. По данным переписи 2020 года, численность населения составляла 278 человек.

## Население
| 1910 | 2010 | 2020 |
| ---- | ---- | ---- |
| 212  | ↗335 | ↘278 |